# Двоянка
Двоянка е дървен духов музикален инструмент, традиционен за българската фолклорна музика. Характерният за инструмента двуглас донякъде напомня този на гайдата, заради което двоянката понякога е наричана и „гайдуница на три гласа“.

## Характеристики
Българската двоянка е двойна флейта (кавал), направена от едно-единствено парче дърво, през което са издълбани две успоредни цеви. Корпусът е четвъртит и продълговат, дълъг приблизително 30 – 40 cm и най-често изработен от ясенова, сливова, крушова, дрянова, чимширова или орехова дървесина. По-рядко се срещат инструменти, съставени от два отделни дървени къса (по един за всяка цев), здраво снадени и изваяни заедно в общ четвъртит корпус.
Основната мелодия се свири на дясната цев (гайдуница), снабдена с шест отвора (понякога с допълнителен седми отвор на обратната страна), докато лявата цев (ручило) предоставя един-единствен нисък тон (бурдониращ тон), който служи за акомпанимент и създава характерния за инструмента двуглас.
Двоянката обикновено се среща в тоналностите D, C, и А (ре, до и ла) и притежава тонов обем от две октави.

## Техника
Пръстовката при свиренето на дясната цев (гайдуницата) е подобна на тази при свиренето на кавал. Звукоизвличането при двоянката обаче се различава от това при кавала: докато звукът при кавала се получава чрез странично духане в прост цилиндричен наустник, двоянката е снабдена със свирка (с прозорче и ръбче), благодарение на която звукът се получава чрез просто духане в човкообразния накрайник.
Извличането на горната октава изисква по-силно подаване на въздух, което може да затрудни правилното поддържане на бурдониращия тон в лявата камера; трудността може да бъде преодоляна като свирещият се постарае да образува въздушен запас (джоб) в устата си.

## Фолклор
Традиционно двоянката е известна като музикален инструмент, предпочитан от овчарите. Предания гласят, че немалко овчари успявали да научат стадата си сами да тръгват на паша под звука на една мелодия от тяхната двоянка, а да се прибират обратно в селото под звука на друга. Двоянки огласяли често с живи танцови мелодии и традиционните селски хора̀.

## Сродни инструменти
Из Балканите се срещат сходни на двоянката инструменти: cyla-diare в Албания, писка (piska) в Северна Македония, disavli в Гърция, fluierul gemanat в Румъния, двојнице (dvojnice) в Сърбия. Всички тези музикални инструменти образуват двуглас подобно на двоянката посредством мелодични и бурдониращи цеви, но докато при двоянката двете цеви са издълбани през общ четвъртит дървен корпус, при повечето от останалите балкански инструменти цевите обикновено са цилиндрични, отделни една от друга и се събират откъм наустника, образувайки характерна форма на буквата „У“.